# 保罗·库朗特
保罗·库朗特（Paul Courant，1948年1月5日—），美国经济学家，擅长公共物品领域，目前他的研究重点是大学经济学、图书馆和档案局经济学，以及学术出版系统的新信息技术的影响。

## 教育
库朗特于1968年从斯沃思莫尔大学获得历史学士学位；1973年从普林斯顿大学获得经济学硕士学位；1974年从普林斯顿大学获得经济学博士学位。

## 职业生涯
在进入研究生院之前，库朗特在布鲁金斯学会担任研究助理。在获得博士学位后，他加入了密歇根大学的教师队伍，并任教至今。在1979年和1980年，他在一家经济学家理事会担任高级经济顾问。从2002年至2005年，他担任教务长和学术事务的行政副总裁、首席学术官和首席预算官。在教务长期间，他与谷歌达成了一项合同，允许他们将密歇根州的图书馆的全部内容进行数字化处理，用于他们的谷歌的图书库项目，就是现在为大家所熟知的谷歌书图。他还曾担任助理教务长和预算事务教务长助理、经济学院主任和公共政策研究研训所（现为杰拉尔德·R·福特公共政策学院）所长。他还曾于2007年至2013年担任大学图书馆和学院图书馆的馆长。
库朗特是 Arthur F. Thurnau教授、Harold T. Shapiro大学公共政策教授、经济学教授、信息学教授、密歇根大学社会研究所教师。
库朗特撰写了的六本书和七十多篇伦文，涵盖了经济学和公共政策范围的广泛主题，包括税收政策、地方经济发展、基于性别的薪酬差异、住房、氡和公共卫生、经济增长和环境政策之间的关系，以及大学预算系统。

## 董事会
- ARTstor董事会 [1]
- 图书馆研究中心董事会 [2]
- 图书馆理事会和信息资源董事会 [3]
- 美国数字公共图书馆(DPLA)董事会 [4]

## 谷歌图书馆计划的评论
2007年11月，库朗特开设了一个博客，为密歇根大学参与谷歌图书馆计划辩护。 他的言论加入了该项目关于图书馆在大规模数字化努力的具体方面的作用的持续辩论。

## 选定参考书目
书目
- Courant, Paul N.; Corcoran, Mary E., , Humphries, Jane  (编), , Aldershot, England Brookfield, Vermont, USA: Edward Elgar: 495–511, 1995, ISBN 9781852788438.

杂志期刊
- Courant, Paul N.; Corcoran, Mary E. . Journal of Post Keynesian Economics, special issue: Symposium: Social welfare policies (Taylor and Francis). March 1987, 9 (3): 330–346. doi:10.1080/01603477.1987.11489627.